# 동해 어달산 봉수대
동해 어달산 봉수대(東海於達山烽燧臺)는 대한민국 강원특별자치도 기념물 제13호로, 동해시 대진동 산 28에 소재하고 있다. 본디 이름은 어달산봉수(於達山烽燧)로, 옛 우계현의 남쪽 30리인 어달산 정상에 직경 9m, 높이 2m의 돌로 둥글게 쌓은 봉돈의 옛터가 남아 있다. 고려시대 동여진의 침입에 대비하는 통신시설이나 왜구의 침입에 대비하여 조선시대까지 계속 사용되었다. 1971년 12월 16일 강원도의 기념물 제13호로 지정되었다.

## 개요
봉수대는 횃불과 연기를 이용하여 급한 소식을 전하던 옛날의 통신수단을 말하며, 높은 산에 올라가서 불을 피워 낮에는 연기로 밤에는 불빛으로 신호를 보냈다.
동해 어달산 봉수대는 강원도 동해시 대진동 어달산의 정상에 있는 동해 어달산 봉수대에는 지름 9m, 높이 2m의 둥근 봉수대 터가 남아 있다. 고려시대 때 여진족의 침입에 대비하여 만들었던 것으로, 조선시대 때까지 계속하여 사용되었다.
평상시에는 1개, 적이 나타나면 2개, 적이 경계에 접근하면 3개, 경계를 침범하면 4개, 경계에서 적과 아군이 전쟁을 벌이면 5개의 불을 올리도록 하였다. 어달산 봉수는 남쪽으로 삼척의 광진산 봉수에 연결되고, 북쪽으로는 강릉의 오근산 봉수에 연결되어 상황을 전한다.

## 참고 문헌
- 동해어달산봉수대 - 국가유산청 국가유산포털